# Etiopienturako
Etiopienturako (Menelikornis ruspolii) är en fågel i familjen turakor inom ordningen turakofåglar som är endemisk för Etiopien.

## Utseende och läten
Etiopienturako är en 40 cm lång, långstjärtad trädlevade fågel. Övre delen av kroppen är grön med mörk rygg och stjärt. På huvudet syns en vit och rundad tofs som den kan resa samt lysande röd näbb och ögonring. I flykten syns lysande scharlakansröda fält på vingarna.

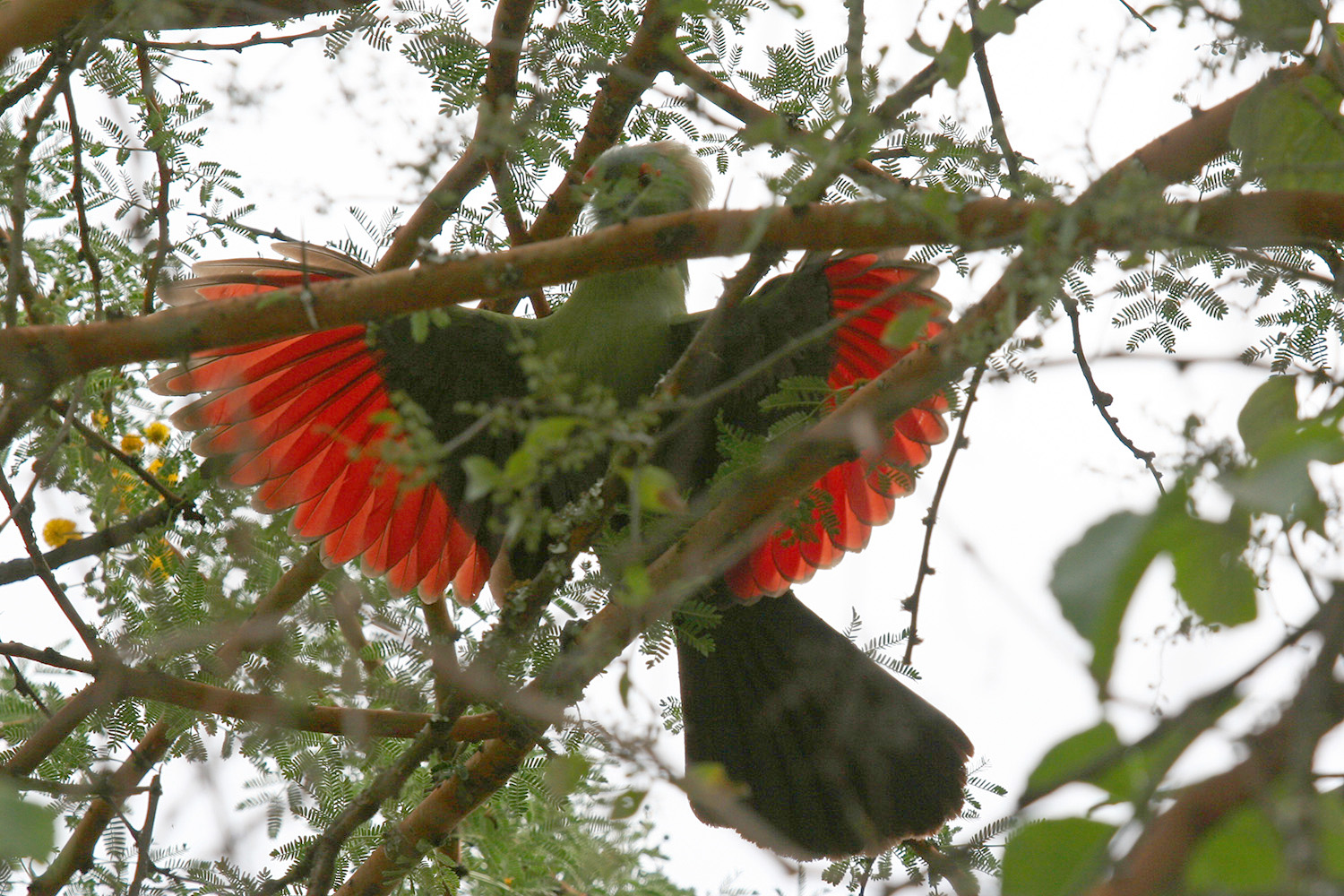

## Utbredning och systematik
Fågeln förekommer i enbuskskogar i södra Etiopien. Den behandlas som monotypisk, det vill säga att den inte delas in i några underarter.

### Släktestillhörighet
Arten placeras traditionellt i Tauraco, men genetiska studier visar att den tillsammans med nära släktingen vitkindad turako är relativt avlägset släkt med övriga arter. De har därför flyttats till ett eget släkte, Menelikornis.

## Status
Internationella naturvårdsunionen IUCN betraktar arten som utrotningshotad och placerar den i hotkategorin sårbar. Även om den är vanligare och vidare spridd än man tidigare trott har arten ändå ett begränsat utbredningsområde. Dess levnadsmiljö är också fragmenterad och påverkad människan. Den fortsätter minska i antal till följd av habitatdegradering och hybridisering med vitkindad turako (M. leucotis). Världspopulationen uppskattas till mellan 2 500 och 10 000 vuxna fåglar.

## Namn
Fågelns vetenskapliga artnamn hedrar Eugenio dei Príncipi Ruspoli (1866-1893), en italiensk upptäcktsresande i Abessinien 1891–1893 som dödades av en elefant.